# Mezivrata
Mezivrata (713 m n. m.) jsou nejvyšším bodem okresu Benešov a Miličínské vrchoviny. Nachází se 3 km severně od Miličína v katastrálním území Neustupov; nejbližším sídlem je Oldřichovec, místní část obce Smilkov. Je to výrazný strukturní hřbet z moldanubických kvarcitů, jejichž výchozy vytvářejí skalní tvary. Vrchol je zalesněný (smrky, buk, místy jedle).

## Věže na vrcholu
V roce 1919 na vrcholu Mezivrat nechal postavit Artuš Aichelburg, majitel velkostatku v Neustupově, dřevěnou vyhlídkovou věž. Na tuto rozhlednu vystoupil 15. srpna 1919 při své návštěvě Hostišova československý prezident Tomáš Garrigue Masaryk. Dřevěná rozhledna byla později stržena a na jejím místě postavil v roce 1939 Geodetický úřad zděnou měřickou věž, která byla součástí sítě pevných geodetických bodů, budované v letech 1938–1941. Měřických věží bylo postaveno celkem devět, další podobná stavba je na Studeném vrchu. V letech 1945–1948 byla měřická věž na Mezivratech využívána též jako rozhledna. V současnosti již svým účelům neslouží a převyšují ji okolní stromy. Na konci 80. let 20. století byl na vrcholu postaven televizní vysílač. Na televizním vysílači jsou umístěny i dipólové vysílací antény pro analogové vysílání rozhlasu.